# Brommaplan (tunnelbanestation)
Brommaplan är en station på Stockholms tunnelbanas gröna linje, belägen mellan stationerna Åkeshov och Abrahamsberg i stadsdelen Riksby i Västerort inom Stockholms kommun. Stationen ligger vid Tunnlandet söder om rondellen. Stationen öppnades den 26 oktober 1952 när t-banan Hötorget–Vällingby invigdes. Innan tunnelbanan öppnade gick spårvagnslinjen Ängbybanan förbi här från år 1944.
Stationen består av en plattform utomhus med entré från väster. Viadukten över torget togs i bruk år 1944 och trafikerades då av spårvagnar. Avståndet till station Slussen är 10,5 kilometer.
Vid tunnelbanans viadukt står skulpturen ”Fågel Rock med tre ägg” av Berndt Helleberg, 1969.
Den konstnärliga utsmyckningen på stationen anknyter till Brommas och flygets historia och närheten till Bromma flygplats. Den är framställd av Peter Svedberg år 1996 och utförd i plåt, glas, aluminium och fotografiska bilder.

## Galleri

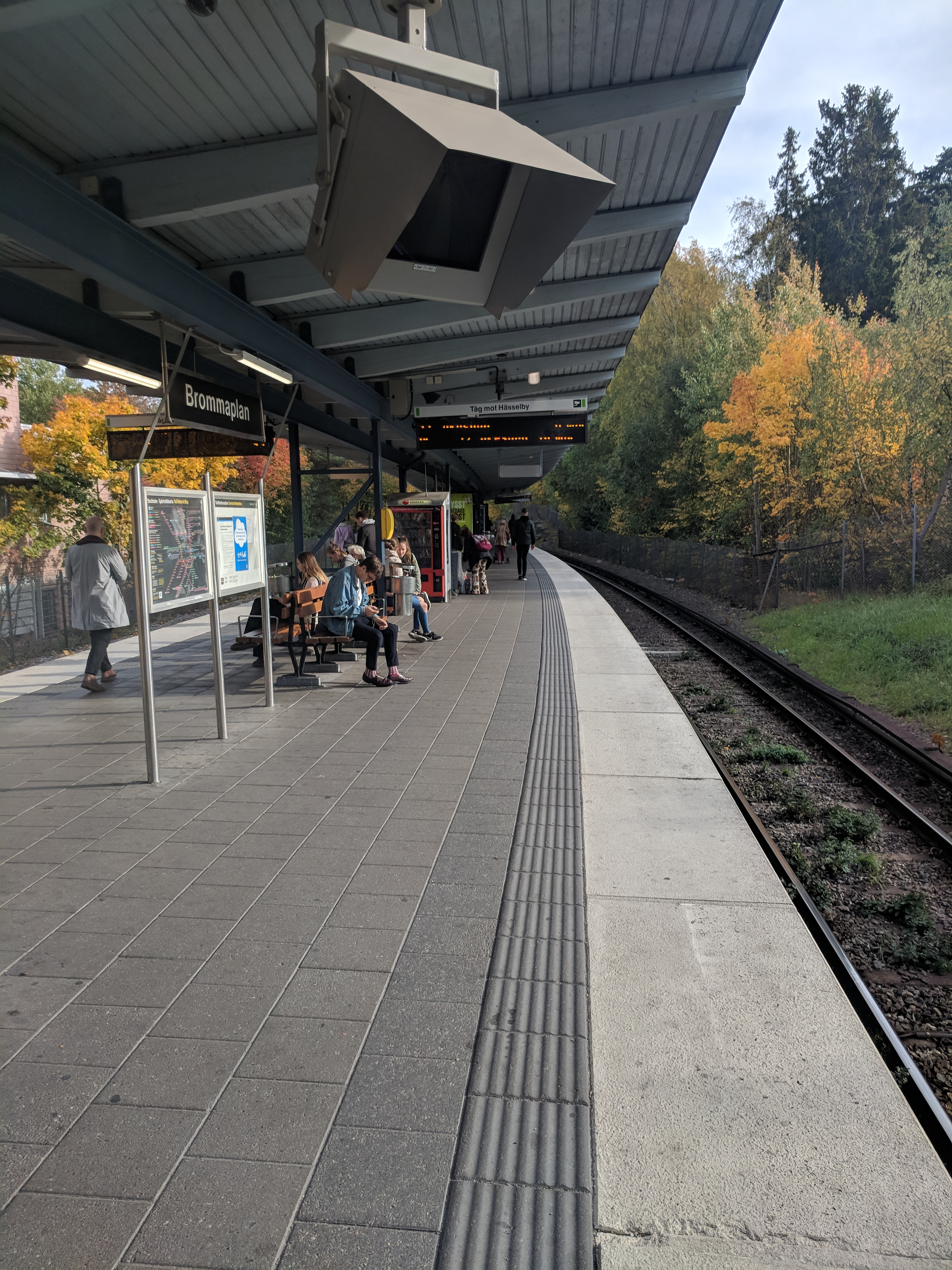
Perrongen
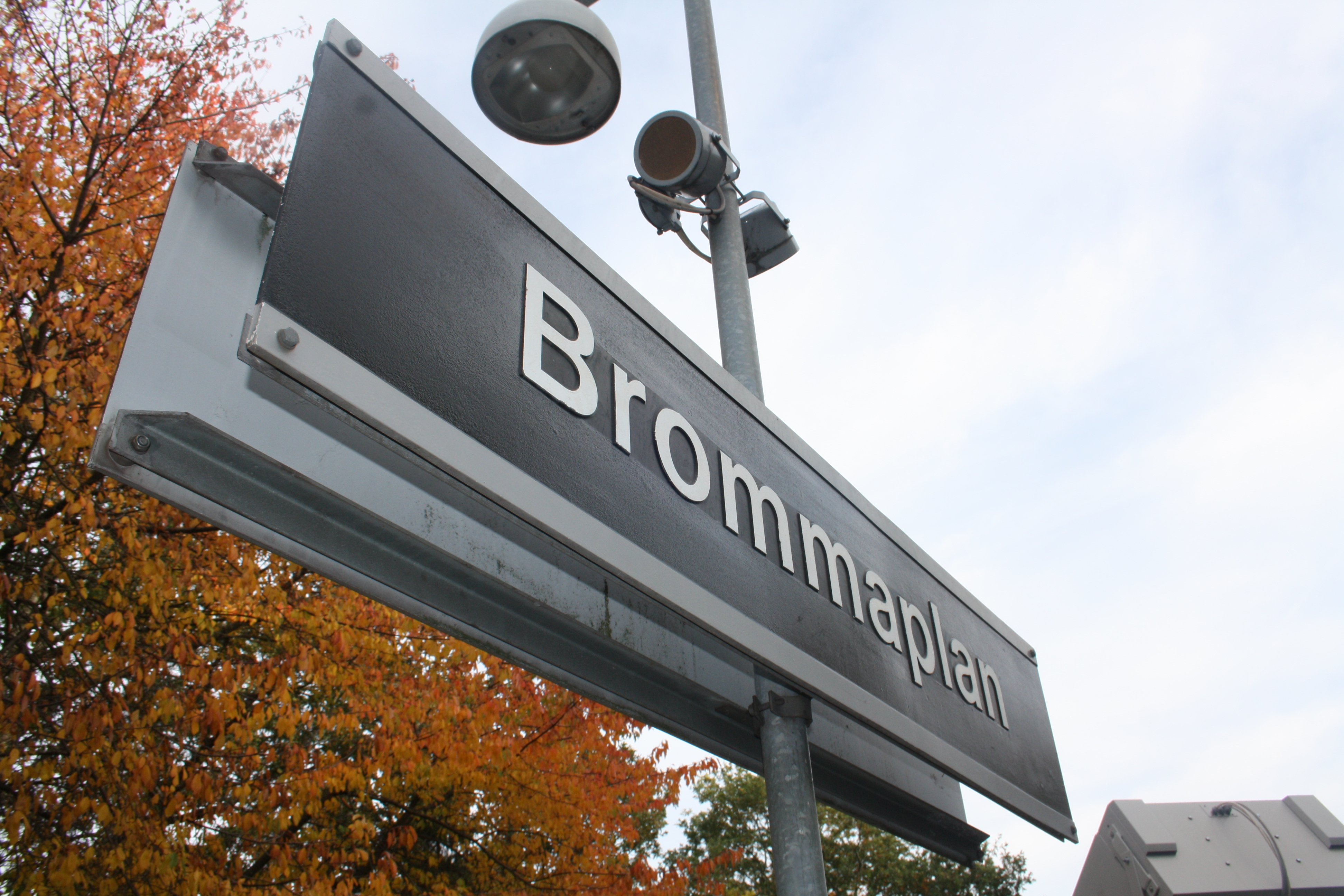
Stationsskylt
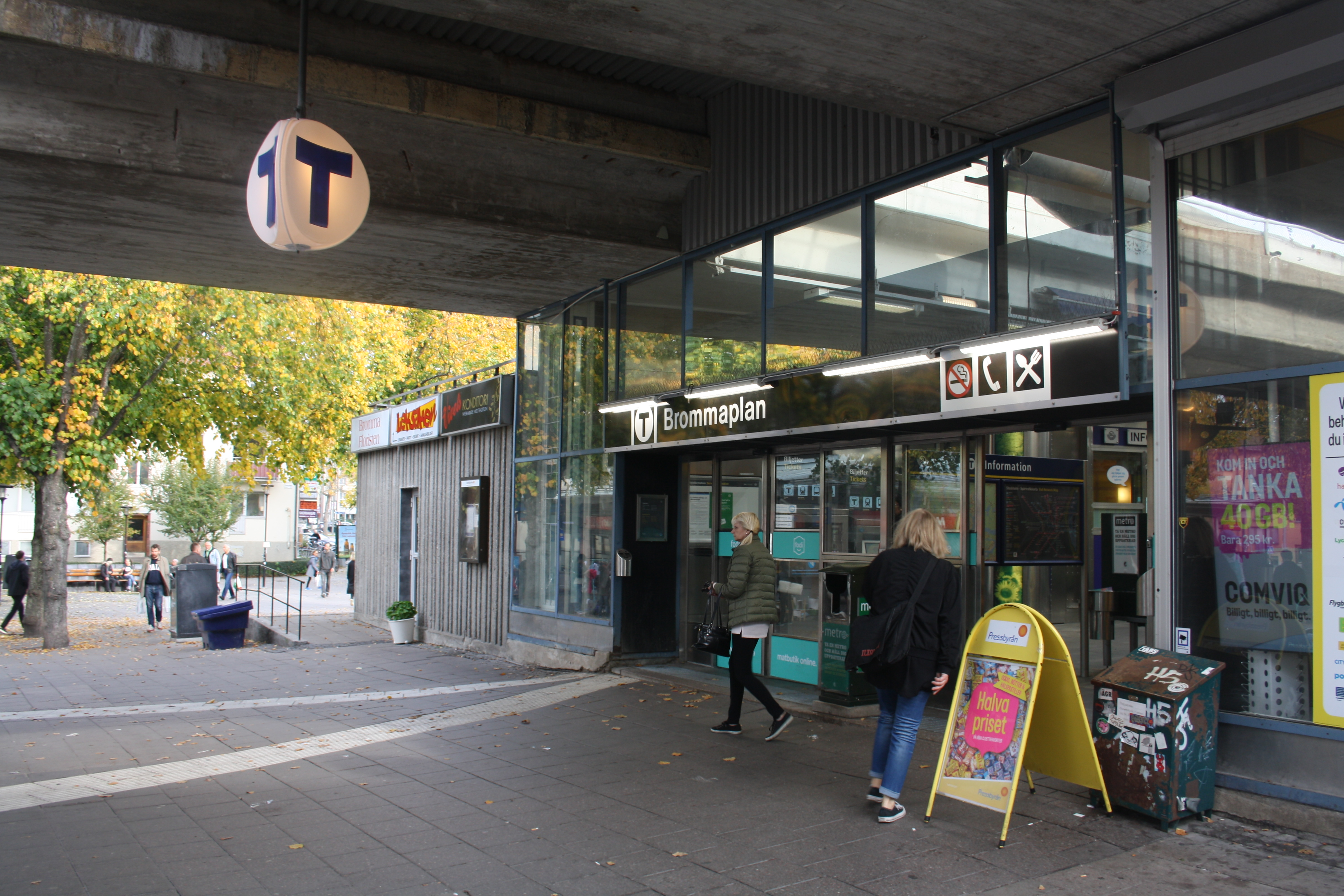
Ingången
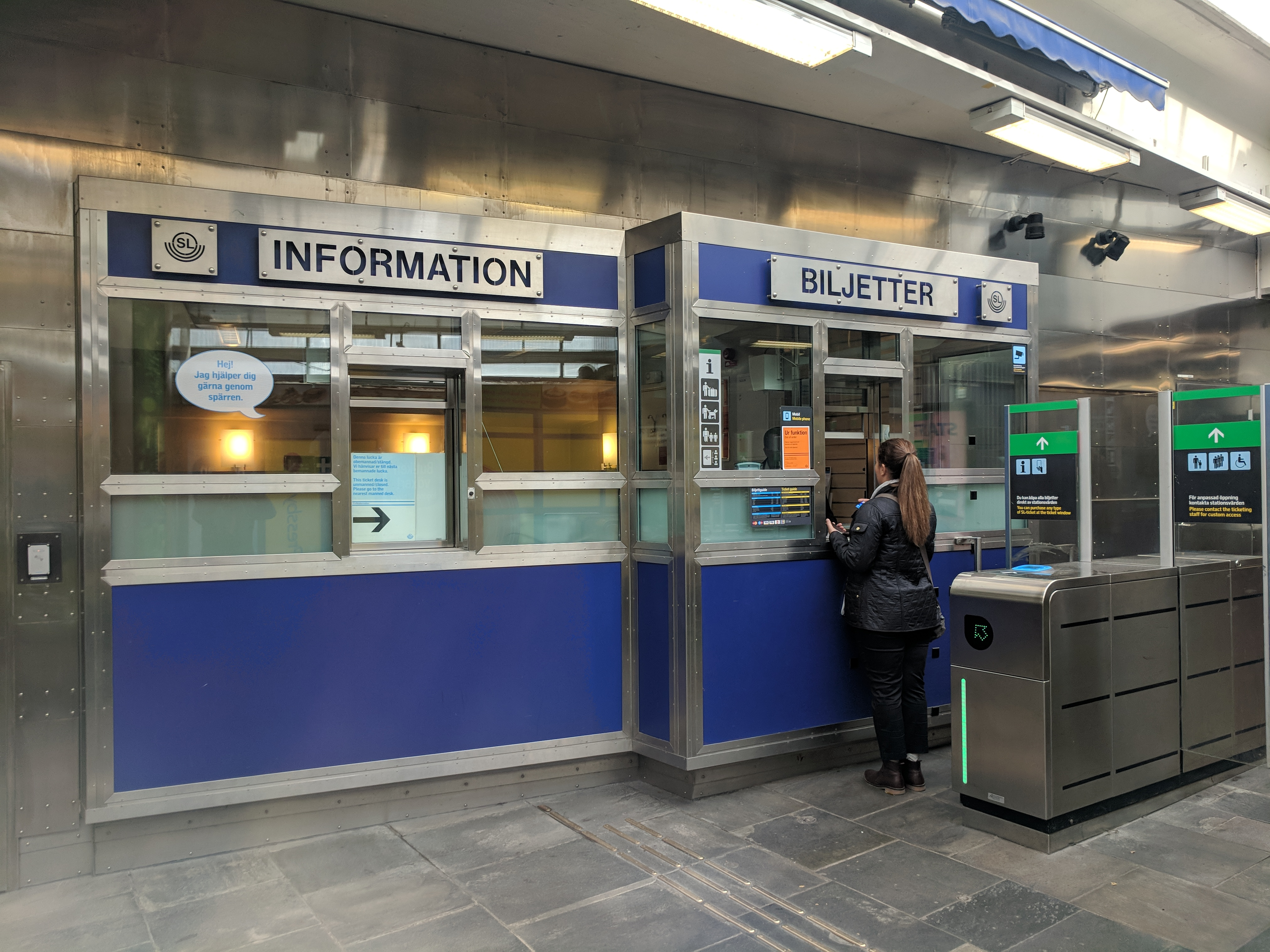
Information och biljettförsäljning